# 皮柳內山 (阿普里馬克-庫斯科)
14°30′48″S 72°28′4″W / 14.51333°S 72.46778°W
皮柳內山（Pilluni），是秘魯的山峰，位於該國南部阿普里馬克大區的安塔班巴省和庫斯科大區的瓊比維卡省，屬於安第斯山脈的一部分，海拔高度約5,000米。